# Neopaganismo

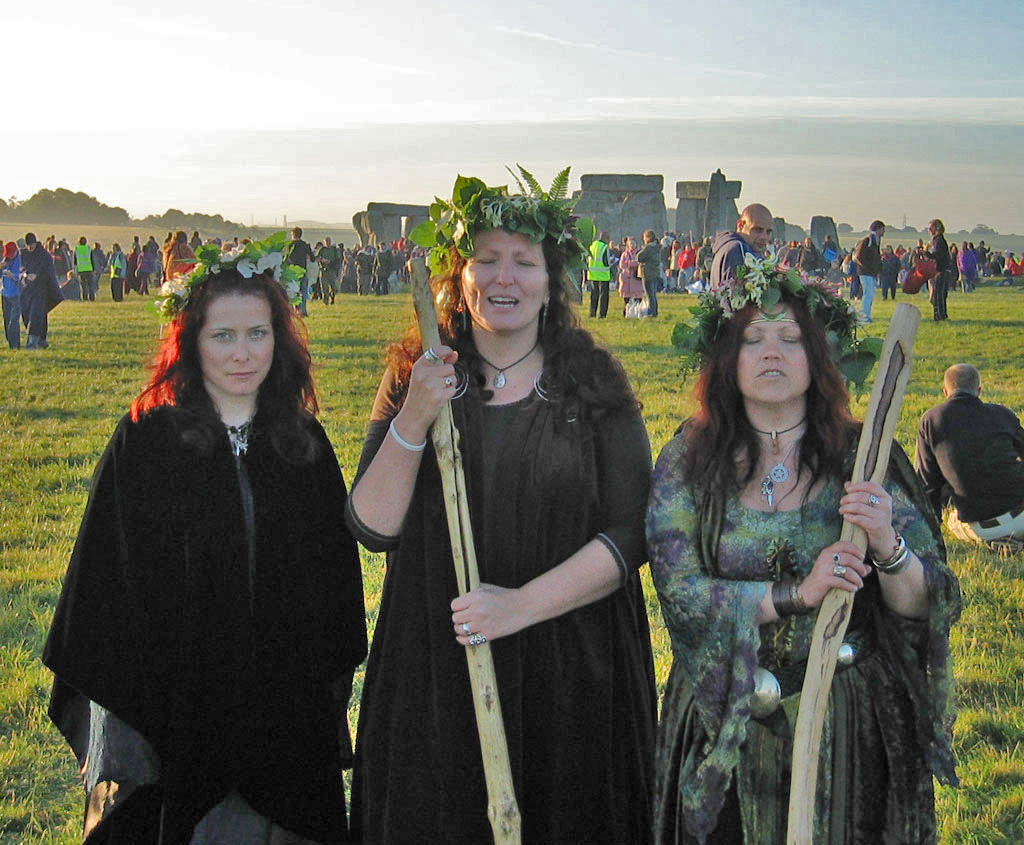
Três mulheres druidas na manhã do solstício de verão em Stonehenge, após o nascer do Sol. Eles vestem roupas marrons e verdes em solidariedade com a Mãe Terra.

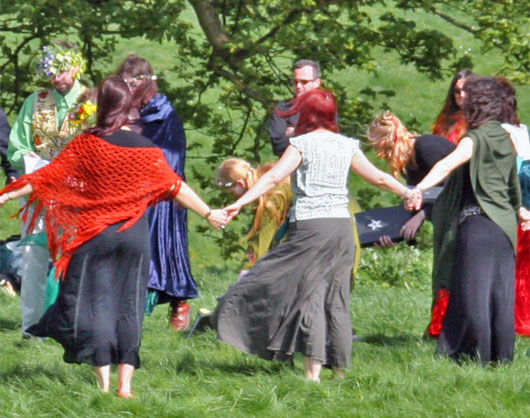
Uma cerimônia neopagã em Avebury, na Inglaterra, que ocorreu durante o Beltane, em 2005.

Neopaganismo é um termo utilizado para identificar uma grande variedade de movimentos religiosos modernos, particularmente aqueles influenciados pelas crenças pagãs pré-cristãs da Europa. Os movimentos religiosos neo-pagãos são extremamente diversificados, com uma vasta gama de crenças, incluindo o politeísmo, o animismo, o panteísmo e outros paradigmas. Muitos neopagãos praticam uma espiritualidade que é completamente moderna em sua origem, enquanto outros tentam reconstruir precisamente ou reviver antigas religiões como são encontradas em fontes históricas e folclóricas.
A maior parte das religiões neopagãs são tentativas de reconstrução, ressurgimento ou - mais comumente - adaptação de antigas religiões pagãs, principalmente as da antiguidade pré-cristã européia, mas não restritas a estas, sem perder de vista as experiências e as necessidades apresentadas pelo mundo contemporâneo.
O neopaganismo está principalmente presente nos países desenvolvidos, em especial nos Estados Unidos e Reino Unido, mas também na Europa continental (Europa de língua alemã, na Escandinávia, Europa eslava, Europa latina e outros países europeus) e no Canadá. A maior religião neopagã é a Wicca, apesar de existiram outros grupos neopagãos de porte significativo, como o neodruidismo, o neopaganismo germânico e o neopaganismo eslavo.

## Terminologia e uso
Este uso tem sido comum desde o renascimento neopagão na década de 1970, e agora é usado por acadêmicos e adeptos tanto para identificar novos movimentos religiosos que enfatizam o panteísmo e a veneração da natureza, e/ou que procuram reviver ou reconstruir os aspectos históricos do politeísmo. Cada vez mais, escritores eruditos preferem o termo "paganismo contemporâneo" para cobrir todos os novos movimentos religiosos politeístas, um uso favorecido pela publicação The Pomegranate: The International Journal of Pagan Studies.[carece de fontes?] O paganismo contemporâneo encontra-se em paralelo com o chamado "paganismo tradicional", que evoca as antigas religiões étnicas que reivindicam uma continuidade histórica ininterrupta às margens da religião dominante, a saber o cristianismo.[carece de fontes?]
O termo "neopagão" proporciona um meio de distinguir entre pagãos históricos, de culturas politeístas antigas e/ou tradicionais, e os adeptos de movimentos religiosos modernamente constituídos. A categoria das religiões conhecidas como "neopagãs" inclui desde abordagens sincréticas ou ecléticas como a Wicca, o Neodruidismo, o Dianismo e o Neoxamanismo a abordagens mais ligadas a tradições culturais específicas, como as muitas variedades de reconstrucionismo politeísta (Helênico, Nórdico, etc).[carece de fontes?]

## Demografia
Nos Estados Unidos estão cerca de um terço de todos os neopagãos em todo o mundo, representando cerca de 0,2% da população do país, figurando como a sexta maior denominação não cristã, depois do judaísmo (1,4%), islamismo (0,6%), budismo (0,5%), hinduísmo (0,3%) e o Unitário-Universalismo (0,3%).